# Ricardo Delgado
Ricardo Delgado Nogales (Mexikóváros, 1947. július 13. – ) olimpiai bajnok mexikói ökölvívó. Ő szerezte Mexikó történetének első olimpiai aranyát ökölvívásban, összességében pedig az ország 5. aranyát.

## Élete és pályafutása
1947-ben született Mexikóváros északi részén, a Del Sapónak gúnyolt (a sapo jelentése: „varangy”), akkoriban kis tavakkal, mocsarakkal, vízfolyásokkal körbevett, szegény városrészben. Apja, Pedro Delgado, aki amatőr ökölvívó volt, és akinek Ricardo is köszönheti, hogy ő is ezen a pályán indult el, használt magazinok árusításából keresett valamennyi pénzt, hogy eltarthassa családját. Anyját Fidelina Nogalesnek hívták. A fiú lakóhelyének általános iskolájában tanult, és barátaival gyakran eljárt a Laguna nevű, mocsaras tóhoz úszni, mígnem egy nap egy 13 év körüli fiú bele nem fulladt a vízbe. (A tó egyébként a Zöld Indiánok emlékmű mai helyének közelében helyezkedett el, ott, ahol ma a CTM-lakónegyed áll.)
Ricardo már hét éves korától kezdve részt vett a környékén lakó fiúk közti bokszmeccsek megszervezésében. A gyerekek műanyagból készült kesztyűkben, az utca porába kézzel húzott vonalakkal kijelölt pályákon küzdöttek egymással, nem testtömeg, csak termet alapján csoportokba sorolva. Már ekkor kitűnt, hogy Ricardo milyen tehetséges, és bár ütései nem voltak különösebben erősek, de igen pontosak voltak. Ezeknek a „rendezvényeknek” volt köszönhető, hogy felfigyelt rá egy Mario González nevű edző, aki néhány hónapos felkészítés után be is nevezte őt a 6. Fővárosi Sportjátékokra, amelyet meg is nyert. Innentől kezdve több fővárosi eseményen lett győztes, majd 1964-ben egy tolucai országos verseny is megnyert, ahol a díjakat személyesen Adolfo López Mateos köztársasági elnök adta át. 1965-ben és 1966-ban légsúlyban ismét országos bajnok lett, majd 1967-ben második. Ezekben az években már több amerikai és európai felkészülési tornán is járt, többek között a Szovjetunióban, Lengyelországban, Csehszlovákiában és Kelet-Németországban.
Bár az 1968-as olimpia előttig 129 mérkőzéséből 125-öt megnyert, a mexikói bokszválogatott lengyel edzői mégsem őt, hanem Roberto Cervantest szerették volna légsúlyban indítani az olimpián. Végül, miután a végső döntés meghozatalát elősegítendő, Cervantes és Delgado kétszer is összecsapott, és mindkétszer Delgado nyert, a lengyelek is elfogadták az eredményt, és Delgado indulhatott az olimpián. Itt pedig rendkívül jól szerepelt: a legjobb 16 között az ír Brendan McCarthyt, a negyeddöntőben a japán Tecuaki Nakamurát, az elődöntőben a brazil Servílio de Oliveirát, a döntőben pedig a lengyel Artur Olechet győzte le: minden győzelmét egyhangú pontozással, 5–0-ra aratta.
Olimpiai győzelmének köszönhetően Gustavo Díaz Ordaz elnöktől egy aranyórát, egy értékes tollkészletet és egy házat kapott ajándékba. De mindezek ellenére megélhetése így sem volt biztosított, ezért az amatőr helyett a profi ökölvívás felé fordult, ahol Adolfo Negro Pérezszel kezdett együtt dolgozni. Első mérkőzésén egy dél-koreai ellenfelet is legyőzött, nem sokkal később pedig a rendkívül kemény ellenfélnek számító brazil Heleno Ferreyrát is. Úgy kezdte azonban érezni, hogy míg az amatőr boksz „művészet”, addig a hivatásos nem más, mint a másik emberek fájdalma árán történő „látványosság”. Ráadásul hamarosan ígéretet kapott arra, hogy ha legyőzi következő ellenfelét, Lorenzo Halimi Gutiérrezt, akkor a világbajnoki címért csatázhat a japán címvédővel, de hiába győzött, mégsem teljesült, amit ígértek neki. A profi ökölvívás világában mindezek miatt nagyot csalódott, sőt, egyenesen „maffiának” nevezte azt: vissza is vonult.
1974-ben feleségül vette Margarita Enríquezt, majd két év múlva megszületett Ricardo nevű fia. Amellett, hogy edzősködött, a PEMEX olajvállalatnál dolgozott, minimálbérért. Később született egy Elizabeth nevű lánya és egy Edgar nevű fia is, ő maga pedig, már jócskán felnőttként, elkezdte iskolai tanulmányainak folytatását.
Egy alkalommal betörtek otthonába, és több ékszer mellett ellopták az 1968-ban kapott aranyóráját is, de az olimpiai aranyérmét nem.